# 広島県立因島高等学校
広島県立因島高等学校（ひろしまけんりつ いんのしま こうとうがっこう）は広島県尾道市因島にある県立の高等学校。

## 概要
歴史
1920年（大正9年）創立の女子実業補習学校を前身とする。高等女学校を経て、1948年（昭和23年）の学制改革により、男女共学の新制高等学校となった。
設置課程・学科
全日制課程 総合学科 - 4系列（人文社会・自然科学・生活科学・工業テクノロジー）
定時制課程 普通科
校訓
「自重互敬」
校章
校名をローマ字表記した場合の最初の2文字（in）を図案化したもの。英語で「HIGH SCHOOL」が付されている。
校歌
タイトルは「夢に向かって」。作詞は平野祐香里、作曲は堀内俊男による。歌詞中に校名は登場しない。

## 沿革

### 学制改革前
- 1920年（大正9年）
  - 3月25日 - 御調郡土生(はぶ)町女子実業補習学校を御調郡土生町中畝に設置[注 1]。
  - 4月1日 - 同校が開校[1]。
- 1921年（大正10年）
  - 3月25日 - 同校を御調郡土生町立広島県土生実科高等女学校に改称[注 2][注 3]。
  - 4月1日 - 同校が開校[1]。
- 1922年（大正11年）4月5日 - 同校への入学対象者を高等小学校卒業の女子とし、修業年限を3年と改正[1]。
- 1934年（昭和9年）
  - 4月1日 - 同校への入学対象者を尋常小学校卒業の女子とし、修業年限を4年と改正[1]。
  - 10月29日 - 同校が御調郡土生町津部附1724番地1に移転[1]。
- 1936年（昭和11年）
  - 3月26日 - 同校を広島県土生高等女学校と改称[注 4]。
  - 4月1日 - 同校が開校[3]。
- 1937年（昭和12年）12月7日 - 同校を土生町1080番地に移転[3]。
- 1938年（昭和13年）
  - 1月15日 - 同校の本館校舎落成[3]。
  - 4月1日 - 同校を広島県立土生高等女学校に改称[注 5]。
- 1946年（昭和21年）4月1日 - 同校に補習科を設置[注 6]。
- 1947年（昭和22年）
  - 3月31日 - 同校の補習科を廃止[3]。
  - 4月1日 - 同校の修業年限を5年と改正[注 7]。

### 学制改革後
- 1948年（昭和23年）
  - 5月3日 - 広島県土生高等学校が発足[注 8]。また、同校に定時制夜間課程を設置。さらに、昼間定時制の広島県土生高等学校因北分校と広島県土生高等学校生口分校を設置[3]。
  - 5月10日 - 新制高等学校である同校の開校式を挙行[3]。
- 1949年（昭和24年）
  - 3月31日 - 同校の併設中学校を廃止[3]。
  - 4月30日 - 同校が普通科・商業科・家庭科を有する総合制の高等学校となる[注 9]。
- 1950年（昭和25年）6月6日 - 同校の家庭科を生活科に改称[4]。
- 1952年（昭和27年）9月15日 - 因北分校の新校舎が完成[4]。
- 1955年（昭和30年）4月1日 - 同校に昼間定時制の機械科を設置[4]。
- 1956年（昭和31年）5月31日 - 生口分校を廃止[4]。
- 1957年（昭和32年）3月31日 - 同校の全日制商業科の募集を停止[4]。
- 1958年（昭和33年）4月1日 - 同校を広島県因島高等学校に改称[4]。また、生活科を2学級に定員増加[4]。
- 1959年（昭和34年）3月31日 - 同校の全日制商業科を廃止[4]。
- 1961年（昭和36年）4月1日 - 同校の生活科を家政科に改称[4]。
- 1962年（昭和37年）4月1日 - 同校機械科と因北分校が定時制から全日制に転換[4]。また、広島県本郷高等学校鷺浦分校を同校に移管[4]。
- 1963年（昭和38年）
  - 4月1日 - 鷺浦分校の生徒募集を停止[5]。
  - 9月1日 - 鷺浦分校を因北分校に統合[注 10]。
- 1965年（昭和40年）
  - 3月31日 - 広島県因島高等学校因北分校鷺浦教場を廃止[5]。
  - 4月10日 - 因北分校と機械科が統合の上、重井町長浜に移転し「長浜校舎」となる。
- 1966年（昭和41年）4月1日 - 長浜校舎が分離の上、広島県因島北高等学校として独立。
- 1968年（昭和43年）10月1日 - 「広島県立因島高等学校」（現校名）に改称（県の後に「立」が付される）。

### 統廃合以後
- 1999年（平成11年）4月1日 - 広島県立因島北高等学校を統合の上、全日制課程総合学科と定時制課程普通科を設置[6]。
- 2002年（平成14年）4月1日 - 現在地に新校舎が完成し移転を完了。
- 2010年（平成22年）- 広島県立瀬戸田高等学校を小規模校連携校に指定。[7]

## 著名な出身者
- 村上ショージ - コメディアン、日立造船因島工場に勤務時代、勤労学生として同校定時制に進学・卒業
- 田島治子 - 元サカイ引越センター社長
- 東ちづる - 女優
- 岡野昭仁 - ポルノグラフィティのヴォーカリスト
- 新藤晴一 - ポルノグラフィティのギタリスト
- 小野卓司 - NHKアナウンサー
- 湊かなえ - 小説家
- 寺西重郎 - 元一橋大学副学長、元イェール大学客員教授、紫綬褒章
- 寺西正司 - 元UFJ銀行頭取、元全国銀行協会会長
- 岡野　徹 - 元旭化成株式会社専務取締役、元旭有機材株式会社代表取締役社長、元高校同窓会東京支部長
- 吉原敬典 - 目白大学経営学部・大学院経営学研究科博士後期課程研究指導教授、立教大学大学院ビジネスデザイン研究科兼任講師、ビジネスクリエーター研究学会会長、ホスピタリティマネジメント研究会会長
- 細川洪 - 俳優
- 須山浩継 - スポーツライター
- 田頭剛 - 元体操日本代表
- 石田好伸 - RSK山陽放送アナウンサー
- 福島萬治 - 元卓球選手

## その他
- 旧因島市は、1953年に市制した瀬戸内海に浮かぶ1島1市（一部隣の生口島にも市域があり）で、鉄道路線は存在しない。
- 野球部は、1974年と1979年に県大会でベスト4まで進出した経験があるが、近年は低迷が続いている。
- 定時制では，第18回全国軟式野球定時制大会に出場を果たした。